# San Nicola di Melfi
San Nicola di Melfi è una frazione di Melfi, in provincia di Potenza, Basilicata. Con circa 100 abitanti, è ubicato sul lato nord della strada del "basso melfese", sulla sponda destra dell'Ofanto.

## Storia
È frazione di Melfi dal 1961 e nacque come Centro Aziendale, unitamente a Leonessa (da cui dista circa un chilometro), nel 1952, ricoprendo una superficie di 1.000 m².

## Economia
San Nicola è conosciuta in tutta Italia per essere la sede di una delle zone industriali più grandi dello Stato. Le fabbriche più importanti sono lo stabilimento della Barilla e, soprattutto, della Stellantis (ex SATA), che ospita una delle maggiori industrie di auto FIAT d'Europa (costruita a cavallo fra il 1991 ed il 1993). La Stellantis di Melfi è nota per aver prodotto vetture come la Grande Punto e la Lancia Ypsilon. Attualmente vi si producono il nuovo SUV della casa automobilistica statunitense Jeep: Renegade, la Fiat 500X e, fino al 2016, la Punto.

## Infrastrutture e trasporti
È sede dell'omonima stazione ferroviaria, sulla Linea FS Rocchetta Sant'Antonio-Gioa del Colle gestita da RFI, sospesa nel 2011.

## Sport
San Nicola è stata anche la sede del centro sportivo in cui si allenava l'A.S. Melfi ai tempi della Serie C (fino al 2017), ora la squadra di calcio locale milita nel campionato di Eccellenza Lucana.